# Lisa Wool-Rim Sjöblom
Lisa Wool-Rim Sjöblom, född 1977, är en svensk författare, serietecknare och debattör med inriktning på internationella adoptioner.

## Biografi
Sjöblom är född i Sydkorea och adopterades som liten till Sverige. I sitt sökande efter sitt ursprung har hon upptäckt och kritiserat missförhållanden i adoptionsindustrin och belyst detta i debattartiklar och böcker. Hon har blivit omtalad för sin bok Palimpsest som även översatts till engelska, spanska och koreanska.
I hennes tidigare böcker har hon gestaltat vardagsrasism genom småhumoristiska serier. I samband med att hon blev mamma för första gången beslutade hon sig för att på nytt söka efter sitt sydkoreanska ursprung vilket skildras i Palimpsest. Hennes sökande avslöjar förekomsten av korruption inom adoptionsindustrin, förfalskning av papper och historier om barn som tagits ifrån sina familjer mot sin vilja.
År 2022 gav hon ut Den uppgrävda jorden där hon fortsätter sin undersökning av förgripliga adoptionsprocesser, denna gång om Chile. Boken är en dokumentär serieberättelse som förmedlar en mjuk och frågande sårbarhet mitt i vreden. Den anspelar på det svenska folkhemmets sjuttiotal och problematiserar bilden av lyckliga adoptioner av "övergivna" barn i fattiga länder.
Förutom adoptionskritiska och politiska serier har hon även illustrerat flera barnböcker.